# Apheliona radiata
Apheliona radiata är en insektsart som beskrevs av Irena Dworakowska 1994. Apheliona radiata ingår i släktet Apheliona och familjen dvärgstritar. Inga underarter finns listade i Catalogue of Life.